# Pleurogonium californiense
Pleurogonium californiense là một loài chân đều trong họ Paramunnidae. Loài này được Menzies miêu tả khoa học năm 1951.